# Граничний продукт капіталу
Грани́чний проду́кт у грошовому вираженні MRP — зміна загального виторгу внаслідок використання додаткової одиниці змінного ресурсу.
MRP можна знайти як добуток граничного продукту ресурсу MP на ціну товару: MRP=MP×P, зауважмо, що починаючи з деякого моменту, внаслідок дії закону спадної віддачі граничний продукт в грошовому виразі зменшуватиметься.